# Hoa hậu Hòa bình Quốc tế 2014
Hoa hậu Hòa bình Quốc tế 2014 là cuộc thi Hoa hậu Hòa bình Quốc tế lần thứ 2 được tổ chức vào ngày 7 tháng 10 năm 2014 tại Nhà thi đấu Huamark ở thành phố Băng Cốc, Thái Lan. Cuộc thi có sự tham dự của 85 thí sinh đại diện cho các quốc gia và vùng lãnh thổ. Hoa hậu Hòa bình Quốc tế 2013 Janelee Chaparro đến từ Puerto Rico đã trao vương miện cho người kế nhiệm, cô Daryanne Lees đến từ Cuba.

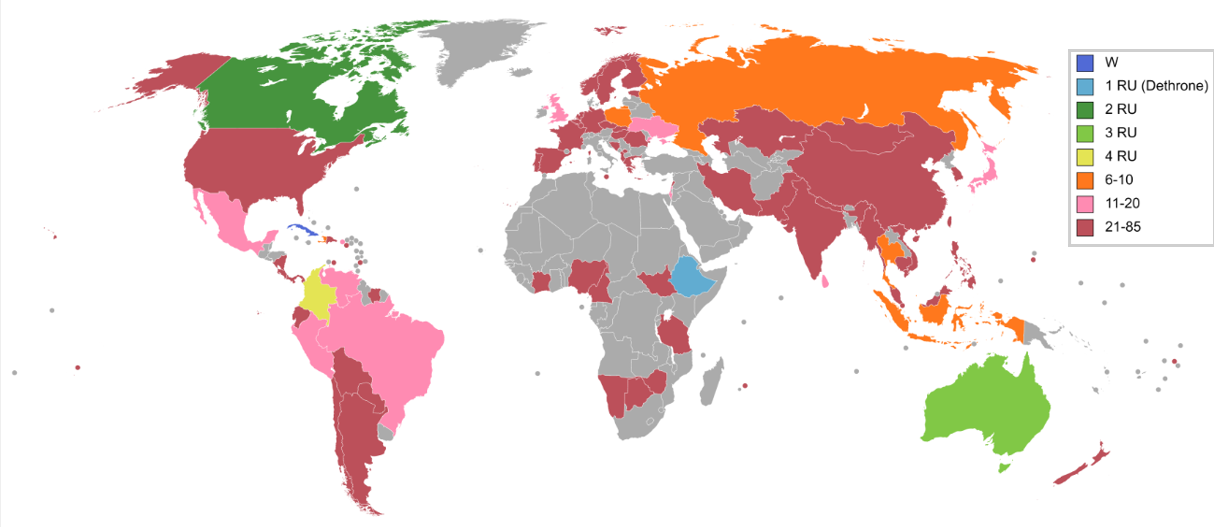
Các quốc gia và vùng lãnh thổ tham gia Hoa hậu Hòa bình Quốc tế 2014 và kết quả.

## Kết quả

### Xếp hạng
| Thứ hạng                      | Thí sinh |
| ----------------------------- | --- |
| Hoa hậu Hòa bình Quốc tế 2014 | - Cuba – Daryanne Lees |
| Á hậu 1                       | - Ethiopia – Hiwot Mamo (truất ngôi) |
| Á hậu 2                       | - Canada – Kathryn Kohut |
| Á hậu 3                       | - Úc – Renera Thompson |
| Á hậu 4                       | - Colombia – Mónica Agudelo |
| Top 10                        | - Haiti – Lisa Drouillard - Indonesia – Margenie Winarti - Ba Lan – Angelika Ogryzek - Nga – Yana Dubnik - Thái Lan – Parapadsorn Disdamrong |
| Top 20                        | - Brazil – Yameme Ibrahim - Israel – Hodaya Cohen - Nhật Bản – Mieko Takeuchi - Mexico – Marsha Ramírez - Peru – Sophia Venero - Puerto Rico – Rebeca Valentin - Sri Lanka – Iresha Asanki - Anh Quốc – Georgia Smith - Ukraine – Nadiya Karplyuk |

### Thứ tự công bố
| Top 20 1. Mexico 2. Ukraine 3. Colombia 4. Nga 5. Anh Quốc 6. Puerto Rico 7. Sri Lanka 8. Ethiopia 9. Thái Lan 10. Israel 11. Indonesia 12. Haiti 13. Brazil 14. Cuba 15. Úc 16. Nhật Bản 17. Ba Lan 18. Canada 19. Peru 20. Philippines | Top 10 1. Ba Lan 2. Colombia 3. Úc 4. Cuba 5. Ethiopia 6. Thái Lan 7. Haiti 8. Nga 9. Canada 10. Indonesia | 1. Colombia 2. Ethiopia 3. Cuba 4. Úc 5. Canada |

## Giải thưởng phụ
| Giải thưởng                  | Thí sinh                            |
| ---------------------------- | ----------------------------------- |
| Người đẹp Khán giả bình chọn | - Campuchia – Nou Tim Sreyneat      |
| Người đẹp mạng xã hội        | - Nhật Bản – Mieko Takeuchi         |
| Trang phục dạ hội đẹp nhất   | - Indonesia – Margenie Winarti      |
| Trình diễn áo tắm đẹp nhất   | - Thái Lan – Parapadsorn Disdamrong |
| Trang phục dân tộc đẹp nhất  | - Việt Nam – Cao Thùy Linh          |
| Giải thưởng của nhà tài trợ  |                                     |
| Grand Pageant's Choice Award | - Suriname – Tashana Lösche         |

### Trình diễn áo tắm đẹp nhất
| Kết quả cuối cùng | Thí sinh |
| ----------------- | --- |
| Chiến thắng       | - Thái Lan - Parapadsorn Disdamrong |
| TOP 25            | - Albania – Vivian Canaj - Argentina – Nadina Vallina - Úc – Renera Thompson - Brazil – Yameme Ibrahim - Canada – Kathryn Kohut - Colombia – Mónica Agudelo - Costa Rica – Anniel Quesada - Cuba – Daryanne Lees - Cộng hòa Dominica – Germanía Martínez - Ecuador – Irene Zabala - Ethiopia – Hiwot Mamo - Pháp – Norma Julia - Haiti – Lisa Drouillard - Indonesia – Margenie Winarti - Israel – Hodaya Cohen - Nhật Bản – Mieko Takeuchi - Mexico – Marsha Ramírez - New Zealand – Maddieson White - Ba Lan – Angelika Ogryzek - Puerto Rico – Rebeca Valentin - Nga – Yana Dubnik - Slovakia – Veronika Janisová - Ukraina – Nadiya Karplyuk - Hoa Kỳ – Sara Platt - Venezuela – Alix Sosa |

### Trang phục dân tộc đẹp nhất
| Kết quả cuối cùng | Thí sinh |
| ----------------- | --- |
| Chiến thắng       | - Việt Nam - Cao Thùy Linh |
| TOP 20            | - Chile – Karla Quidel - Ecuador – Irene Zabala - Haiti – Lisa Drouillard - Hungary – Lukács Réka - Ấn Độ – Monika Sharma - Indonesia – Margenie Winarti - Nhật Bản – Mieko Takeuchi - Hàn Quốc – Hye Won - Kazakhstan – Aidana Elemesova - Malaysia – Jane Koo - México – Marsha Ramírez - Mông Cổ – Battogtokh Buyantogtokh - Myanmar – M Ja Seng - Nicaragua – Alejandra Rivera - Perú – Sophia Venero - Philippines – Kimberly Karlsson - Tanzania – Lorraine Marriot - Thái Lan – Parapadsorn Disdamrong |

### Người đẹp Khán giả bình chọn
| Kết quả     | Thí sinh |
| ----------- | --- |
| Chiến thắng | - Campuchia – Nou Tim Sreyneat |
| Top 11      | - Hungary – Lukács Réka - Ấn Độ – Monika Sharma - Indonesia – Margenie Winarti - México – Marsha Ramírez - Myanmar – M Ja Seng - Suriname – Tashana Lösche - Philippines – Kimberly Karlsson - Nepal – Shrijana Regmi - Thái Lan – Parapadsorn Disdamrong - Hoa Kỳ – Sara Platt |

## Thí sinh tham gia
Cuộc thi có tổng cộng 85 thí sinh tham gia:
| Quốc gia/Vùng lãnh thổ      | Thí sinh                                   | Tuổi | Quê quán              |
| --------------------------- | ------------------------------------------ | ---- | --------------------- |
| Albania                     | Vivian Canaj                               | 19   | Tirana                |
| Úc                          | Muliagatele Renera Josephine Thompson      | 27   | Sydney                |
| Argentina                   | Nadina Loreley Vallina                     | 19   | Buenos Aires          |
| Bỉ                          | Sarah Karin François De Groof              | 23   | Brussels              |
| Bolivia                     | Camila Alejandra Lepere Serrano            | 18   | Santa Cruz            |
| Botswana                    | Lillian Lillie Dlamini                     | 18   | Gaborone              |
| Bosna và Hercegovina        | Alma Jasić                                 | 27   | Zurich                |
| Brazil                      | Yameme Faiçal Ibrahim                      | 23   | Paraná                |
| Campuchia                   | Nou Tim Sreyneat                           | 24   | Phnôm Pênh            |
| Cameroon                    | Inés Laeticia Ndzana Ndomo                 | 18   | Yaoundé               |
| Canada                      | Kathryn Kohut                              | 23   | Wetaskiwin            |
| Chile                       | Karla Bovet Quidel                         | 21   | Santiago              |
| Trung Quốc                  | Henan Xue Han                              | 24   | Bắc Kinh              |
| Colombia                    | Mónica Castaño Agudelo                     | 25   | Bogotá                |
| Costa Rica                  | Anniel Quesada Céspedes                    | 26   | San José              |
| Cuba                        | Daryanne Lees                              | 27   | La Habana             |
| Curaçao                     | Silvienne Winklaar                         | 22   | Willemstad            |
| Cộng hòa Séc                | Jana Zapletarová                           | 23   | Praha                 |
| Cộng hòa Dominican          | Germanía Martínez                          | 19   | Thành phố New York    |
| Ecuador                     | Irene Lucía Zabala Jaramillo               | 25   | Guayaquil             |
| Estonia                     | Maria Raja                                 | 23   | Tallinn               |
| Ethiopia                    | Hiwot Bekele Mamo                          | 23   | Addis Ababa           |
| Phần Lan                    | Sanna-Kaisa Elina Saari                    | 26   | Turku                 |
| Pháp                        | Norma Julia                                | 21   | Perpignan             |
| Đức                         | Johanna Acs                                | 22   | Eschweiler            |
| Hy Lạp                      | Anastasia Katmertzi                        | 22   | Athena                |
| Guam                        | Naomie Jean Santos                         | 22   | Hagåtña               |
| Haiti                       | Lisa Elizabeth Drouillard                  | 23   | Port-au-Prince        |
| Hồng Kông                   | Joane Mo                                   | 23   | Hồng Kông             |
| Hungary                     | Réka Lukács                                | 21   | Budapest              |
| Ấn Độ                       | Monica Sharma                              | 22   | Bombay                |
| Indonesia                   | Margenie Winarti                           | 22   | Pekanbaru             |
| Iran                        | Bahareh Heidari Nasserabad                 | 24   | Tehran                |
| Israel                      | Hodaya Cohen                               | 22   | Jerusalem             |
| Bờ Biển Ngà                 | Amissah Richlove                           | 20   | Yamoussoukro          |
| Nhật Bản                    | Mieko Takeuchi                             | 21   | Kobe                  |
| Kazakhstan                  | Aidana Elemesova                           | 19   | Aktau                 |
| Hàn Quốc                    | Sung Hye-won                               | 26   | Seoul                 |
| Kosovo                      | Naile Thaqi                                | 21   | Gjilan                |
| Kurdistan                   | Dalia Rebwar Hassan                        | 25   | Stockholm             |
| Liban                       | Eliane Kerdy                               | 22   | Zahlé                 |
| Luxembourg                  | Corinne Semedo Furtado                     | 21   | Kota Luksemburg       |
| Ma Cao                      | Matilda Ip                                 | 24   | Ma Cao                |
| Malaysia                    | Jane Koo Wai Kuan                          | 25   | Kuala Lumpur          |
| Malta                       | Dajana Laketić                             | 25   | Valletta              |
| Mauritius                   | Dolesswaree Charun                         | 23   | Curepipe              |
| México                      | Marsha Mariana Ramírez Martínez            | 22   | Yucatán               |
| Mông Cổ                     | Britta Battogtokh                          | 23   | Thượng Hải            |
| Myanmar                     | M Ja Seng                                  | 21   | Kachin                |
| Namibia                     | Maila Kalipi                               | 24   | Windhoek              |
| Nepal                       | Shrijana Regmi                             | 19   | Kathmandu             |
| Hà Lan                      | Francis Everduim                           | 18   | Zwolle                |
| New Zealand                 | Maddieson White                            | 18   | Auckland              |
| Nicaragua                   | María Alejandra Gross Rivera               | 20   | Managua               |
| Nigeria                     | Tessy Kiri Bibowei                         | 25   | Abuja                 |
| Na Uy                       | Caroline Munthe                            | 24   | Oslo                  |
| Pakistan                    | Laila Khan Niazi                           |      | Islamabad             |
| Panama                      | Carmen Librada De Gracia Navarro           | 24   | Macaracas             |
| Paraguay                    | Gissella Sotomayor González                | 20   | Asunción              |
| Perú                        | Sophía Venero Falcón                       | 24   | Chiclayo              |
| Philippines                 | Kimberly Anastacia Beltran Karlsson        | 18   | Manila                |
| Ba Lan                      | Angelika Natalia Ogryzek                   | 22   | Szczecin              |
| Bồ Đào Nha                  | Maria Emilia Rosa Rodrigues Araújo         | 23   | Lisboa                |
| Puerto Rico                 | Rebeca Valentín García                     | 19   | Dorado                |
| România                     | Delia Monica Duca                          | 28   | Brasov                |
| Nga                         | Yana Dubnik                                | 22   | Novosibirsk           |
| Samoa                       | Renee Logova                               | 20   | Apia                  |
| Singapore                   | Jasy ln Tan                                | 22   | Singapore             |
| Slovakia                    | Veronika Janisova                          | 21   | Bratislava            |
| Nam Sudan                   | Akan William                               | 20   | Juba                  |
| Tây Ban Nha                 | Nazaret Rodríguez Hurtado                  | 19   | Madrid                |
| Sri Lanka                   | Ginthota Vidanalage Iresha Asanki De Silva | 23   | Colombo               |
| Saint Vincent và Grenadines | Kaylee Christine Shallow                   | 22   | Kingstown             |
| Suriname                    | Tashana Lösche                             | 25   | Paramaribo            |
| Thụy Điển                   | Pamela Olivera                             | 21   | Stockholm             |
| Tahiti                      | Kohotu Ariitai                             | 22   | Papeete               |
| Đài Loan                    | Kiki Chen                                  | 24   | Đài Bắc               |
| Tanzania                    | Lorraine Clement Marriot                   | 20   | Dar es Salaam         |
| Thái Lan                    | Parapadsorn Disdamrong                     | 23   | Nakhon Ratchasima     |
| Ukraina                     | Nadiya Karplyuk                            | 23   | Volhynia              |
| Anh Quốc                    | Georgia Jennifer Smith                     | 20   | Liverpool             |
| Hoa Kỳ                      | Sara Platt                                 | 18   | South Carolina        |
| Quần đảo Virgin (Mỹ)        | Wilma Echandy                              | 22   | Charlotte Amalie      |
| Venezuela                   | Alix Dayana Sosa González                  | 25   | Caracas               |
| Việt Nam                    | Cao Thùy Linh                              | 23   | Thành phố Hồ Chí Minh |
| Zimbabwe                    | Lillie lmmaculate Chopamba                 | 23   |                       |

## Thông tin thêm
- Ethiopia: Thí sinh Hiwot Mamo bị tước danh hiệu Á hậu 1 do cô tự ý tham dự Hoa hậu Hoàn vũ 2014 trong thời gian còn đương nhiệm với tổ chức Hoa hậu Hòa bình Quốc tế.[88]
- Thái Lan: Thí sinh Parapadsorn Disdamrong tham dự cuộc thi Hoa hậu Siêu quốc gia 2014 và giành danh hiệu Á hậu 1.